# Byggnadskonsulent
Byggnadskonsulent var förr i Sverige en byggnadstekniskt sakkunnig person som tjänstgjorde i kommun med byggnadsnämnd (men ej stadsarkitekt) med uppgift att ge råd och anvisningar beträffande byggen och avge rekommendationer till byggnadsnämnden. 
I kommuner utan byggnadsnämnd benämndes motsvarande befattning byggnadsinspektör. För dessa befattningar krävdes normalt stadsarkitektskompetens, men Kungl. Maj:t kunde lämna dispens från detta krav.
Titeln byggnadskonsulent kan även avse byggnadssakkunnig person som tjänstgör i andra sammanhang.